# ヤングエース連載作品の一覧
ヤングエース連載作品の一覧（ヤングエースれんさいさくひんのいちらん）では、KADOKAWA（角川書店）の漫画雑誌『ヤングエース』に連載された漫画作品を一覧としてまとめる。

## 注
- デフォルトでの表示順は連載開始順。同じ号で複数漫画作品が連載を開始した場合は五十音順で表記する。
- 短期連載漫画も表記する。
- 現在連載中の漫画作品は、作品名を太字・灰色の網掛けで表記する。なお、連載中の作品のみの一覧はテンプレートを参照。

## 連載漫画
- 2025年8月4日（2025年9月号）現在。

|     | 作品名 | 作者（作画） | 原作者など                                                                           | 開始                                                               | 終了                            | 注記 |
| --- | --- | --- | ------------------------------------------------------------------------------------ | ------------------------------------------------------------------ | ------------------------------- | --- |
| 1   | 新世紀エヴァンゲリオン | 貞本義行 | カラー・GAINAX（原作）                                                               | Vol.1 2009年7月4日                                                 | 2013年7月号 2013年6月4日        | ←『月刊少年エース』より移籍                                                                              |
| 2   | アゲハを追うモノたち | 矢上裕 | -                                                                                    | Vol.1 2009年7月4日                                                 | 2011年1月号 2010年12月4日       | |
| 3   | サマーウォーズ | 杉基イクラ | 貞本義行（キャラクター原案）                                                         | Vol.1 2009年7月4日                                                 | 2010年6月号 2010年5月1日        | |
| 4   | マーダス✝イーター | 大岩ケンジ | -                                                                                    | Vol.1 2009年7月4日                                                 | 2010年5月号 2010年4月3日        | |
| 5   | 春風桜花 | 貴島煉瓦 | -                                                                                    | Vol.1 2009年7月4日                                                 | 2010年11月号 2010年10月4日      | |
| 6   | ゆずchu♥ | 天津冴 | -                                                                                    | Vol.1 2009年7月4日                                                 | Vol.8 2010年2月3日              | |
| 7   | 多重人格探偵サイコ | 田島昭宇 | 大塚英志（原作）                                                                     | Vol.1 2009年7月4日                                                 | 2016年3月号 2016年2月4日        | ←『コミックチャージ』より移籍 最終回翌月に後日談掲載                                                     |
| 8   | ISUCA | 高橋脩 | -                                                                                    | Vol.1 2009年7月4日                                                 | 2017年5月号 2017年4月4日        | |
| 9   | うぽって!! | 天王寺きつね | -                                                                                    | Vol.1 2009年7月4日                                                 | 2011年3月号 2011年2月4日        | →『月刊少年エース』、 『4コマnanoエース』へ移籍                                                          |
| 10  | 黒鷺死体宅配便 | 山崎峰水 | 大塚英志（原作）                                                                     | Vol.1 2009年7月4日2017年7月号 2017年6月2日2023年9月号 2023年8月4日 | 2016年4月号 2016年3月4日 連載中 | ←『コミックチャージ』より移籍 2023年9月号から『黒鷺死体宅配便 シーズン0 高校生編』                       |
| 11  | 戦闘城塞マスラヲ | 浅井蓮次+ | 林トモアキ（原作） 上田夢人（キャラクター原案）                                      | Vol.1 2009年7月4日                                                 | 2011年5月号 2011年4月4日        | |
| 12  | 長門有希ちゃんの消失 | ぷよ | 谷川流（原作） いとうのいぢ（キャラクター原案）                                      | Vol.1 2009年7月4日                                                 | 2016年9月号 2016年8月4日        | |
| 13  | 観測者タマミ | 井田ヒロト | -                                                                                    | Vol.1 2009年7月4日                                                 | 2010年10月号 2010年9月4日       | |
| 14  | 間違ったラノベの作り方 | 松林悟 | 要河オルカ（カバーイラスト）                                                         | Vol.1 2009年7月4日                                                 | Vol.9 2010年3月4日              | |
| 15  | 低俗霊MONOPHOBIA | 刻夜セイゴ | 奥瀬サキ（原作）                                                                     | Vol.2 2009年8月4日                                                 | 2011年12月号 2011年11月4日      | |
| 16  | 最果てのディアスタ | 琴音らんまる | -                                                                                    | Vol.2 2009年8月4日                                                 | 2011年4月号 2011年3月4日        | |
| 17  | 戦国ヤンキー | 大和田秀樹 | -                                                                                    | Vol.3 2009年9月4日                                                 | 2011年4月号 2011年3月4日        | |
| 18  | ブラッドラッド | 小玉有起 | -                                                                                    | Vol.3 2009年9月4日                                                 | 2016年10月号 2016年9月3日       | |
| 19  | 絶対少女聖域アムネシアン | 介錯 | -                                                                                    | Vol.4 2009年10月3日                                                | 2011年8月号 2010年7月4日        | |
| 20  | 時をかける少女 | 橋口みのる | 筒井康隆 / 映画「時をかける少女」 製作委員会2010（原作）                             | Vol.4 2009年10月3日                                                | Vol.8 2010年2月3日              | 単行本のタイトルは 『時をかける少女 after 』                                                             |
| 21  | まかまか | 美川べるの | -                                                                                    | Vol.4 2009年10月3日                                                | 2012年1月号 2011年12月3日       | |
| 22  | O/A [オー・エー] | 渡会けいじ | -                                                                                    | Vol.5 2009年11月4日                                                | 2012年10月号 2012年9月4日       | |
| 23  | バトスピ! 私たちバトルスピリッツ部ですっ☆ | 渡辺とおる | 矢立肇（原案）                                                                       | Vol.5 2009年11月4日                                                | 2010年12月号 2010年11月4日      | |
| 24  | 鬼灯さん家のアネキ | 五十嵐藍 | -                                                                                    | Vol.6 2009年12月4日                                                | 2011年7月号 2011年6月4日        | Vol.1-5まで特別読みきり掲載 Vol.6より連載化                                                              |
| 25  | 未来日記パラドックス | えすのサカエ | -                                                                                    | Vol.6 2009年12月4日                                                | Vol.8 2010年2月3日              | ←『エースアサルト』より移籍                                                                              |
| 26  | 大魔神カノン | 水清十朗 | 大魔神カノン製作委員会（原作）                                                       | Vol.7 2010年1月4日                                                 | 2010年10月号 2010年9月4日       | |
| 27  | シュアリー・サムデイ | 加藤雄一 | 武藤将吾（原作）                                                                     | Vol.9 2010年3月4日                                                 | 2010年8月号 2010年7月3日        | |
| 28  | 八雲百怪 | 森美夏 | 大塚英志（原作）                                                                     | Vol.9 2010年3月4日                                                 | 2021年2月号 2021年1月4日        | ←『コミックチャージ』より移籍                                                                            |
| 29  | Another | 清原紘 | 綾辻行人（原作）                                                                     | 2010年5月号 2010年4月3日                                           | 2012年1月号 2011年12月3日       | 特別編のAnother0が2012年2・3月号にて掲載                                                                 |
| 30  | もぎたて☆アイドル人間 | 行徒 | 河田雄志（原作）                                                                     | 2010年5月号 2010年4月3日                                           | 2012年10月号 2012年9月4日       | |
| 31  | コアカヘッド | 五色鈴 | -                                                                                    | 2010年5月号 2010年4月3日                                           | 2012年1月号 2011年12月3日       | |
| 32  | 妄筆ハルシネーション | DISTANCE | -                                                                                    | 2010年6月号 2010年5月1日                                           | 2012年2月号 2011年12月28日      | Vol.2に読み切りを掲載                                                                                    |
| 33  | アクマのいけにえ | 橘あゆん | -                                                                                    | 2010年6月号 2010年5月1日                                           | 2011年10月号 2011年9月3日       | |
| 34  | シュガーダーク 埋められた闇と少女 | 大岩ケンジ | 新井円侍（原作） mebae（キャラクター原案）                                           | 2010年7月号 2010年6月4日                                           | 2012年1月号 2011年12月3日       | |
| 35  | ECHO/ZEON ―エコー/ゼオン― | 六道神士 | -                                                                                    | 2010年7月号 2010年6月4日                                           | 2012年2月号 2011年12月28日      | |
| 36  | フレクライン | てりてりお | -                                                                                    | 2010年7月号 2010年6月4日                                           | 2011年3月号 2011年2月4日        | |
| 37  | 廃人様のエンドコンテンツ | 松林悟 | -                                                                                    | 2010年7月号 2010年6月4日                                           | 2011年3月号 2011年2月4日        | |
| 38  | いなり、こんこん、恋いろは。 | よしだもろへ | -                                                                                    | 2010年8月号 2010年7月3日                                           | 2015年5月号 2015年4月4日        | |
| 39  | 大好きです!!魔法天使こすもす | 瀬口たかひろ | 水無月すう（原作）                                                                   | 2010年9月号 2010年8月4日                                           | 2013年4月号 2013年3月4日        | |
| 40  | パンティ&ストッキングwithガーターベルト | TAGRO | GAINAX（原作）                                                                       | 2010年9月号 2010年8月4日                                           | 2011年7月号 2011年6月4日        | |
| 41  | 嘘つきみーくんと壊れたまーちゃん とっておきの嘘 | 佐藤敦紀 | 入間人間（原作） 左（キャラクター原案）                                              | 2010年10月号 2010年9月4日                                          | 2011年2月号 2010年12月29日      | |
| 42  | 漫才ギャング | 阿部潤 | 品川ヒロシ（原作）                                                                   | 2010年10月号 2010年9月4日                                          | 2011年8月号 2011年7月4日        | |
| 43  | トニーたけざきのエヴァンゲリオン | トニーたけざき | カラー・GAINAX（原作）                                                               | 2010年11月号 2010年10月4日                                         | 2011年10月号 2011年9月3日       | |
| 44  | シュルルン雪子姫ちゃん feat.ドロロンえん魔くん | 天津冴 | 永井豪（原作） Produced byダイナミックプロダクション                                 | 2010年11月号 2010年10月4日                                         | 2011年4月号 2011年3月4日        | |
| 45  | ナナマル サンバツ | 杉基イクラ | -                                                                                    | 2010年12月号 2010年11月4日                                         | 2020年11月号 2020年10月2日      | |
| 46  | トップをねらえ! | かぼちゃ | カラー・GAINAX（原作）                                                               | 2011年1月号 2010年12月4日                                          | 2013年7月号 2013年6月4日        | |
| 47  | Fate/Zero | 真じろう | 虚淵玄（ニトロプラス・原作） TYPE-MOON（原作）                                       | 2011年2月号 2010年12月29日                                         | 2017年6月号 2017年5月2日        | 2017年7月号に番外編掲載                                                                                  |
| 48  | JA 〜女子によるアグリカルチャー〜 | 鳴見なる＋唐花見コウ |                                                                                      | 2011年5月号 2011年4月4日                                           | 2014年7月号 2014年6月4日        | 2014年8月号に番外編掲載                                                                                  |
| 49  | モエ・ハンっ! | 松林悟 |                                                                                      | 2011年6月号 2011年5月2日                                           | 2012年2月号 2011年12月28日      | |
| 50  | ブラック★ロックシューターイノセントソウル | 鈴木小波 | huke（原作）                                                                         | 2011年7月号 2011年6月4日                                           | 2012年6月号 2012年5月2日        | |
| 51  | ガンナーズ | 天王寺キツネ |                                                                                      | 2011年8月号 2011年7月4日                                           | 2017年4月号 2017年3月4日        | 6、7月号にプレ連載あり                                                                                   |
| 52  | ラストエグザイル-銀翼のファム- | 宮本ろば | GONZO（原作）                                                                        | 2011年8月号 2011年7月4日                                           | 2012年11月号 2012年10月4日      | |
| 53  | 上井草アニメーターズ | 渡辺とおる |                                                                                      | 2011年9月号 2011年8月4日                                           | 2012年11月号 2012年10月4日      | |
| 54  | とでんか少年探偵団 | 樹生ナト | 大塚英志（原作）                                                                     | 2011年9月号 2011年8月4日                                           | 2012年1月号 2011年12月3日       | |
| 55  | ほっ健室 | ヤス |                                                                                      | 2011年10月号 2011年9月3日                                          | 2013年7月号 2013年6月4日        | |
| 56  | ミハロリプレイス | あきづきりょう |                                                                                      | 2011年11月号 2011年10月4日                                         | 2012年9月号 2012年8月4日        | |
| 57  | ドラッグ&ドロップ | CLAMP |                                                                                      | 2011年12月号 2011年11月4日                                         | 連載中                          | 合法ドラッグの続編                                                                                       |
| 58  | SPEC〜天〜零 | 了春刀 | 西荻弓絵（原案） 里中静流（脚本）                                                    | 2012年2月号 2011年12月28日                                         | 2012年5月号 2012年4月4日        | 『SPEC〜零〜』 へと単行本化の際に改題                                                                    |
| 59  | ワールドゲイズ クリップス | 五十嵐藍 |                                                                                      | 2012年3月号 2012年2月3日                                           | 2015年10月号 2015年9月4日       | |
| 60  | 恋愛しませんか？ | タチバナロク |                                                                                      | 2012年4月号 2012年3月3日                                           | 2013年9月号 2013年8月3日        | |
| 61  | おおかみこどもの雨と雪 | 優 | 細田守（原作） 貞本義行（キャラクター原案）                                          | 2012年5月号 2012年4月4日                                           | 2013年9月号 2013年8月3日        | |
| 62  | レジデン都市505 | 美川べるの |                                                                                      | 2012年5月号 2012年4月4日                                           | 2014年1月号 2013年12月4日       | |
| 63  | 魔王さまのペロペロ計画 | 松林悟 |                                                                                      | 2012年5月号 2012年4月4日                                           | 2013年1月号 2012年12月4日       | |
| 64  | ヴァーミリオン | 佐藤敦己 |                                                                                      | 2012年6月号 2012年5月2日                                           | 2013年6月号 2013年5月2日        | |
| 65  | SPEC〜天〜 | 了春刀 | 西荻弓絵（原作）                                                                     | 2012年6月号 2012年5月2日                                           | 2013年1月号 2012年12月4日       | |
| 66  | ボイス・ミーツ・ガール | しまだ |                                                                                      | 2012年6月号 2012年5月2日                                           | 2012年10月号 2012年9月4日       | |
| 67  | 僕だけがいない街 | 三部けい |                                                                                      | 2012年7月号 2012年6月4日                                           | 2016年4月号 2016年3月4日        | 後に外伝掲載あり                                                                                         |
| 68  | 許嫁協定 | フクダーダ |                                                                                      | 2012年8月号 2012年7月4日                                           | 2018年12月号 2018年11月2日      | |
| 69  | ヤオツクモ | 鈴木小波 |                                                                                      | 2012年11月号 2012年10月4日                                         | 2013年8月号 2013年7月4日        | |
| 70  | SHERLOCK ピンク色の研究 | Jay. | スティーヴン・モファット（脚本） マーク・ゲイティス（脚本）                          | 2012年11月号 2012年10月4日                                         | 2013年8月号 2013年7月4日        | |
| 71  | おーだーメイド | スタジオニナナ |                                                                                      | 2012年12月号 2012年11月2日                                         | 2013年8月号 2013年7月4日        | |
| 72  | シザー・シスターズ | MARICO | DAIGO×影木栄貴（原作）                                                               | 2012年12月号 2012年11月2日                                         | 2013年6月号 2013年5月2日        | ←アルティマエースより移籍                                                                                |
| 73  | 文豪ストレイドッグス | 春河35 | 朝霧カフカ（原作）                                                                   | 2013年1月号 2012年12月4日                                          | 連載中                          | |
| 74  | バカが全裸でやってくる | 井田ヒロト | 入間人間（原作）                                                                     | 2013年1月号 2012年12月4日                                          | 2013年2月号 2012年12月28日      | ←アルティマエースより移籍                                                                                |
| 75  | 万能鑑定士Qの事件簿 | 神江ちず | 松岡圭祐（原作） 清原紘（キャラクター原案）                                          | 2013年2月号 2012年12月28日                                         | 2017年3月号 2017年2月3日        | |
| 76  | 堕天使学園デビパラ | 行徒 | 河田雄志（原作）                                                                     | 2013年2月号 2012年12月28日                                         | 2013年10月号 2013年9月4日       | |
| 77  | 冴えない彼女の育てかた〜egoistic-lily〜 | にぃと | 丸戸史明（原作） 深崎暮人（キャラクター原案）                                        | 2013年3月号 2013年2月4日                                           | 2014年6月号 2014年5月2日        | |
| 78  | 僕に恋するメカニカル | 渡会けいじ | -                                                                                    | 2013年5月号 2013年4月4日                                           | 2014年7月号 2014年6月4日        | |
| 79  | お兄ちゃんのことが好きすぎて にゃんにゃんしたいブラコン妹だけど 素直になれないの                                                                         | オオハマイコ | -                                                                                    | 2013年5月号 2013年4月4日                                           | 2014年2月号 2013年12月28日      | 第7回角川漫画新人大賞入選 ヤングエース特別賞受賞作 読切&2013年2月号からの集中連載から5月号より正式連載化 |
| 80  | カンガエロ | たうみまゆ | -                                                                                    | 2013年5月号 2013年4月4日                                           | 2013年7月号 2013年6月4日        | ←アルティマエースより移籍、集中連載                                                                      |
| 81  | マグダラで眠れ | 有坂あこ | 支倉凍砂（原作） 鍋島テツヒロ（キャラクター原案）                                    | 2013年6月号 2013年5月2日                                           | 2015年5月号 2015年4月4日        | |
| 82  | 箱庭の令嬢探偵 | おかざきおか | 立花慎之介（原作）                                                                   | 2013年8月号 2013年7月4日                                           | 2015年4月号 2015年3月4日        | |
| 83  | サンブンノイチ | 前田治郎 | 木下半太（原作） 品川ヒロシ（協力）                                                  | 2013年9月号 2013年8月3日                                           | 2014年5月号 2014年4月4日        | |
| 84  | キルラキル | あきづきりょう | TRIGGER・中島かずき（原作） 中島かずき（監修）                                       | 2013年11月号 2013年10月4日                                         | 2015年3月号 2015年2月4日        | |
| 85  | ちょっとかわいいアイアンメイデン | α・アルフライラ | 深見真（原作）                                                                       | 2013年12月号 2013年11月2日                                         | 2016年1月号 2015年12月4日       | ←4コマnanoエースより移籍                                                                                 |
| 86  | BORDER | 小手川ゆあ | 金城一紀（原作）                                                                     | 2013年12月号 2013年11月2日                                         | 2015年5月号 2015年4月4日        | |
| 87  | SHERLOCK 死を呼ぶ暗号 | Jay | スティーヴン・モファット（脚本） マーク・ゲイティス（脚本）                          | 2014年1月号 2013年12月4日                                          | 2014年7月号 2014年6月4日        | |
| 88  | 裸マントの論理的裁判 | 松林悟 | -                                                                                    | 2014年2月号 2013年12月28日                                         | 2014年7月号 2014年6月4日        | |
| 89  | 犬神さんと猿飛くんは仲が悪い。 | タチバナロク | -                                                                                    | 2014年3月号 2014年2月4日                                           | 2015年9月号 2015年8月4日        | |
| 90  | 魔砲少女四号ちゃん | 丸川トモヒロ | -                                                                                    | 2014年5月号 2014年4月4日                                           | 2018年12月号 2018年11月2日      | |
| 91  | 新世紀エヴァンゲリオン ピコピコ中学生伝説 | 行徒 | 河田雄志（シナリオ） カラー・GAINAX（原作）                                          | 2014年5月号 2014年4月4日                                           | 2018年9月号 2018年8月4日        | |
| 92  | 燐寸少女 | 鈴木小波 | -                                                                                    | 2014年5月号 2014年4月4日                                           | 2017年12月号 2017年11月4日      | 2012年9月号において読切掲載                                                                              |
| 93  | 鬼灯さん家のアネキ（＋妹） | 五十嵐藍 | -                                                                                    | 2014年5月号 2014年4月4日                                           | 2018年4月号 2018年3月2日        | 鬼灯さん家のアネキの新章                                                                                 |
| 94  | 五時間目の戦争 | 優 | -                                                                                    | 2014年6月号 2014年5月2日                                           | 2017年3月号 2017年2月3日        | |
| 95  | 爆カップル!! | 秋山弘行 | -                                                                                    | 2014年6月号 2014年5月2日                                           | 2014年10月号 2014年9月4日       | アカツキVol.1勝ち抜き作品                                                                                |
| 96  | 渡くんの××が崩壊寸前 | 鳴見なる | -                                                                                    | 2014年9月号 2014年8月4日                                           | 2015年7月号 2015年6月4日        | →『月刊ヤングマガジン』に移籍                                                                            |
| 97  | 弁天ロックゆう。 | 渡会けいじ | -                                                                                    | 2014年12月号 2014年11月4日                                         | 2016年6月号 2016年5月2日        | |
| 98  | SHERLOCK 大いなるゲーム | Jay. | スティーヴン・モファット（脚本） マーク・ゲイティス（脚本）                          | 2014年12月号 2014年11月4日                                         | 2016年2月号 2015年12月28日      | 2014年11月号にプレストーリー掲載                                                                         |
| 99  | 帝国の神兵 | 春乃えり | 草下シンヤ（原作）                                                                   | 2015年1月号 2014年12月4日                                          | 2018年9月号 2018年8月4日        | |
| 100 | 無邪気な魔女と僕の日常 | 椋木ななつ | -                                                                                    | 2015年2月号 2014年12月29日                                         | 2015年5月号 2015年4月4日        | アカツキVol.2勝ち抜き作品                                                                                |
| 101 | ヤメゴク〜ヤクザやめて頂きます〜 | 関口太郎 | 櫻井武晴（脚本）                                                                     | 2015年4月号 2015年3月4日                                           | 2016年4月号 2016年3月4日        | |
| 102 | 脳漿炸裂ガール | 名束くだん | 吉田恵里香（シリーズ構成・脚本） れるりり（原案） MM（キャラクター原案）             | 2015年5月号 2015年4月4日                                           | 2016年11月号 2016年10月4日      | |
| 103 | アイドルクロニクル | 10mo | タイトー（原作）                                                                     | 2015年5月号 2015年4月4日                                           | 2016年3月号 2016年2月4日        | |
| 104 | アライアズキ、今宵も小豆を洗う。 | 山崎峰水 | 大塚英志（原作）                                                                     | 2015年5月号 2015年4月4日                                           | 2017年4月号 2017年3月4日        | |
| 105 | Fate/stay night [Heaven's Feel] | タスクオーナ | TYPE-MOON（原作）                                                                    | 2015年6月号 2015年5月2日                                           | 連載中                          | 5月号にプレ連載有り                                                                                      |
| 106 | 百合な私と悪魔な彼女(?) | もこやま仁 | ―                                                                                    | 2015年6月号 2015年5月2日                                           | 2016年6月号 2016年5月2日        | |
| 107 | 働かないよ!ロキ先輩 | 柳ゆき助 | ―                                                                                    | 2015年7月号 2015年6月4日                                           | 2016年9月号 2016年8月4日        | |
| 108 | 櫻子さんの足下には死体が埋まっている | 水口十 | 太田紫織（原作） 鉄雄（キャラクター原案）                                            | 2015年8月号 2015年7月4日                                           | 2017年12月号 2017年11月4日      | |
| 109 | 異世界居酒屋「のぶ」 | ヴァージニア二等兵 | 蝉川夏哉（原作） 転（キャラクター原案）                                              | 2015年8月号 2015年7月4日                                           | 連載中                          | |
| 110 | オズとエルザ | 榊原早々 | ―                                                                                    | 2015年8月号 2015年7月4日                                           | 2016年11月号 2016年10月4日      | |
| 111 | コンクリート・レボルティオ〜超人幻想〜 | ナイロン | BONES・會川昇（原作）                                                                | 2015年9月号 2015年8月4日                                           | 2016年7月号 2016年6月4日        | |
| 112 | S渡さんとM村くん | 英貴 | ―                                                                                    | 2015年9月号 2015年8月4日                                           | 2017年2月号 2016年12月31日      | |
| 113 | さよならノクターン | 永瀬ようすけ | ―                                                                                    | 2015年9月号 2015年8月4日                                           | 2017年1月号 2016年12月2日       | |
| 114 | 鉄拳少女うらみちゃん | くみちょう | ―                                                                                    | 2015年11月号 2015年10月3日                                         | 2016年10月号 2016年9月3日       | |
| 115 | Nein 〜9th Story〜 | 有坂あこ(第1・7・14話) 渡太一（第2話） 古海鐘一（第3話） 神江ちず（第4話） Jay.（第5・6話） 加藤よし江（第8・9話） 木乃ひのき（第10・11話） 雪村ゆに（第12・13話） | Sound Horizon(原作)                                                                  | 2016年1月号 2015年12月4日                                          | 2017年4月号 2017年3月4日        | 複数の漫画家によるオムニバス連載                                                                         |
| 116 | ブスに花束を。 | 作楽ロク | ―                                                                                    | 2016年5月号 2016年4月4日                                           | 2022年10月号 2022年9月2日       | |
| 117 | きょうのきゅうしょく! | つかじ俊 | ―                                                                                    | 2016年5月号 2016年4月4日                                           | 2016年5月号 2016年4月4日        | 1,2話連続掲載 作者急病のため連載中止                                                                     |
| 118 | であいもん | 浅野りん | ―                                                                                    | 2016年6月号 2016年5月2日                                           | 連載中                          | |
| 119 | 修羅界SWIPPERS | 岸和田オゼ | ―                                                                                    | 2016年6月号 2016年5月2日                                           | 2017年8月号 2017年7月4日        | |
| 120 | 僕だけがいない街 Re | 三部けい | ―                                                                                    | 2016年7月号 2016年6月4日                                           | 2016年12月号 2016年11月4日      | |
| 121 | 東京のらぼう! | 関口太郎 | ―                                                                                    | 2016年7月号 2016年6月4日                                           | 2017年6月号 2017年5月2日        | |
| 122 | 異世界法廷〜反駁の異法弁護士〜 | 大庭下門 | 河本ほむら（原作）                                                                   | 2016年9月号 2016年8月4日                                           | 2018年2月号 2018年1月4日        | |
| 123 | オーク探偵オーロック | 碓井ツカサ | 円居挽（原作）                                                                       | 2016年9月号 2016年8月4日                                           | 2017年9月号 2017年8月4日        | |
| 124 | 剣姫、咲く | 山高守人 | ―                                                                                    | 2016年10月号 2016年9月3日                                          | 2018年10月号 2018年9月4日       | |
| 125 | ライラと死にたがりの獣 | 斉田えじわ | 斯波浅人（原作）                                                                     | 2016年10月号 2016年9月3日                                          | 2018年4月号 2018年3月2日        | |
| 126 | 賭博の巨人 | オギノユーヘイ | メーブ（原作）                                                                       | 2016年10月号 2016年9月3日                                          | 2017年11月号 2017年10月4日      | |
| 127 | カブキブ! | 神江ちず | 榎田ユウリ（原作） CLAMP（キャラクター原案） カブキブ推進委員会（協力）              | 2017年3月号 2017年2月3日                                           | 2018年2月号 2018年1月4日        | |
| 128 | 理想のヒモ生活 | 日月ネコ | 渡辺恒彦（原作） 文倉十（キャラクター原案）                                          | 2017年3月号 2017年2月3日                                           | 連載中                          | |
| 129 | SHERLOCK ベルグレービアの醜聞 | Jay. | スティーヴン・モファット（脚本） マーク・ゲイティス（脚本）                          | 2017年3月号 2017年2月3日                                           | 2021年9月号 2021年8月4日        | |
| 130 | めしあげ!! 〜明治陸軍糧食ものがたり〜 | 清澄炯一 | 軍事法規研究会（考証協力）                                                           | 2017年5月号 2017年4月4日                                           | 2020年3月号 2020年2月4日        | |
| 131 | DIVE!! | 紅柴るづる | 森絵都（原作） ヤスダスズヒト（キャラクター原案） アニメ『DIVE!!』製作委員会（協力） | 2017年7月号 2017年6月2日                                           | 2018年10月号 2018年9月4日       | |
| 132 | 打ち上げ花火、下から見るか? 横から見るか? | 楓月誠 | 岩井俊二（原作） 『打ち上げ花火、下から見るか? 横から見るか?』製作委員会（原案）     | 2017年7月号 2017年6月2日                                           | 2018年3月号 2018年2月2日        | |
| 133 | 夢で見たあの子のために | 三部けい | ―                                                                                    | 2017年8月号 2017年7月4日                                           | 2022年8月号 2022年7月4日        | |
| 134 | STEINS;GATE 0 | 姫乃タカ | MAGES./Chiyo st.inc（原作）                                                          | 2017年9月号 2017年8月4日                                           | 2020年3月号 2020年2月4日        | |
| 135 | 東京オルタナティヴ | 西川聖蘭 | 大塚英志（原作）                                                                     | 2017年10月号 2017年9月4日                                          | 連載中                          | |
| 136 | ロード・エルメロイII世の事件簿 | 東冬 | 三田誠 / TYPE-MOON（原作） 坂本みねぢ（キャラクター原案） TENGEN（ネーム構成）       | 2017年11月号 2017年10月4日                                         | 連載中                          | |
| 137 | アルカイック スマイル | 貞本義行 | たかはまこ                                                                           | 2017年12月号 2017年11月4日                                         | 連載中                          | 2018年2月号まで『コミックチャージ』掲載分の再掲、以後は新作                                              |
| 138 | まんがでわかるまんがの描き方 | 砂威 | 浅野龍哉（カリキュラム構成） 大塚英志（監修・シナリオ）                              | 2017年12月号 2017年11月4日                                         | 2023年12月号 2023年11月4日      | |
| 139 | 漆葉さららは恋などしないっ | ぷよ | ―                                                                                    | 2018年2月号 2018年1月4日                                           | 2021年6月号 2021年5月1日        | |
| 140 | 終末のノスフェラトゥ | 真じろう | ―                                                                                    | 2018年3月号 2018年2月2日                                           | 2019年12月号 2019年11月2日      | |
| 141 | 夫婦以上、恋人未満。 | 金丸祐基 | ―                                                                                    | 2018年4月号 2018年3月2日                                           | 連載中                          | |
| 142 | ラストギアス | 高橋脩 | ―                                                                                    | 2018年5月号 2018年4月4日                                           | 2022年11月号 2022年10月4日      | 2018年2月号に読切掲載                                                                                    |
| 143 | 異形萬乃好事屋さん | 木虎こん | ―                                                                                    | 2018年5月号 2018年4月4日                                           | 2019年4月号 2019年3月4日        | |
| 144 | 広島妹 おどりゃー! もみじちゃん!! | つくしろ夕莉 | ―                                                                                    | 2018年6月号 2018年5月2日                                           | 2019年11月号 2019年10月4日      | |
| 145 | 千銃士 | 大地幹 | 『千銃士』（マーベラス）（原作） アニメ『千銃士』製作委員会（監修）                  | 2018年7月号 2018年6月4日                                           | 2019年11月号 2019年10月4日      | |
| 146 | グランジェリー | 夜桜エレル | 鰤/牙（原作）                                                                        | 2018年10月号 2018年9月4日                                          | 2020年7月号 2020年6月4日        | |
| 147 | 小説王 | 大沢形画 | 早見和真（原作）                                                                     | 2018年11月号 2018年10月4日                                         | 2020年4月号 2020年3月4日        | |
| 148 | ふたご、ふたごころ。 | もこやま仁 | ―                                                                                    | 2018年11月号 2018年10月4日                                         | 2019年11月号 2019年10月4日      | |
| 149 | スーパーのお兄さん | 行徒 | 河田雄志（原作）                                                                     | 2018年12月号 2018年11月2日                                         | 2020年12月号 2020年11月4日      | |
| 150 | ラストラウンド・アーサーズ | ユズリハ | 羊太郎（原作） はいむらきよたか（キャラクター原案） 梅木泰祐（ネーム構成）           | 2019年2月号 2019年1月4日                                           | 2020年6月号 2020年5月2日        | |
| 151 | Fate/Grand Order -Epic of Remnant-亜種特異点II 伝承地底世界 アガルタ アガルタの女                                                                        | 武中英雄 | TYPE-MOON（原作）                                                                    | 2019年3月号 2019年2月4日                                           | 2022年4月号 2022年3月3日        | |
| 152 | Fate/Grand Order Duel YA特異点 密室遊戯魔境 渋谷 渋谷決闘事件                                                                                            | 磨伸映一郎 | TYPE-MOON（原作） アニプレックス（監修）                                             | 2019年3月号 2019年2月4日                                           | 2020年2月号 2020年1月4日        | |
| 153 | キャロル&チューズデイ | 山高守人 | BONES・渡辺信一郎（原作）                                                            | 2019年6月号 2019年5月2日                                           | 2020年8月号 2020年7月4日        | |
| 154 | 初恋ロスタイム | なのら | 仁科裕貴（原作） ぜろきち（キャラクター原案）                                        | 2019年6月号 2019年5月2日                                           | 2020年2月号 2020年1月4日        | |
| 155 | モータルブライド | くらげ壱 | ―                                                                                    | 2019年6月号 2019年5月2日                                           | 2020年11月号 2020年10月2日      | |
| 156 | ぼくのツアーリ | 姫野ユウマ | 草下シンヤ（原作）                                                                   | 2019年7月号 2019年6月4日                                           | 2020年7月号 2020年6月4日        | |
| 157 | Angelic Syndrome -エンジェリックシンドローム- | 佐和井ムギ | 花房夜空（原作）                                                                     | 2019年8月号 2019年7月4日                                           | 2020年10月号 2020年9月4日       | |
| 158 | ID:INVADED イド:インヴェイデッド #BRAKE-BROKEN | 小玉有起 | 舞城王太郎（原作）                                                                   | 2019年11月号 2019年10月4日                                         | 2020年12月号 2020年11月4日      | |
| 159 | 山田とせんせい | 五十嵐藍 | ―                                                                                    | 2020年1月号 2019年12月4日                                          | 2020年9月号 2020年8月4日        | |
| 160 | 高校事変 | オオイシヒロト | 松岡圭祐（原作）                                                                     | 2020年2月号 2020年1月4日                                           | 2023年1月号 2022年12月2日       | |
| 161 | 地獄くらやみ花もなき | 藤堂流風 | 路生よる（原作）                                                                     | 2020年3月号 2020年2月4日                                           | 2024年6月号 2024年5月2日        | |
| 162 | ドM女子とがっかり女王様 | 狐ヶ崎 | ―                                                                                    | 2020年3月号 2020年2月4日                                           | 2022年6月号 2022年5月2日        | |
| 163 | 天晴爛漫! | アントンシク | APPERRACING（原作）                                                                  | 2020年5月号 2020年4月3日                                           | 2022年2月号 2022年1月4日        | |
| 164 | 安堂鍵乃子の暗号事件簿 | 関崎俊三 | ―                                                                                    | 2020年6月号 2020年5月2日                                           | 2022年4月号 2022年3月3日        | |
| 165 | ヒーロー探偵ニック | 座紀光倫 | ―                                                                                    | 2020年7月号 2020年6月4日                                           | 2021年10月号 2021年9月3日       | |
| 166 | 明正神争記 -メイセイラグナロク- | 葦尾乱平 | ―                                                                                    | 2020年7月号 2020年6月4日                                           | 2021年8月号 2021年7月2日        | |
| 167 | SHOW BY ROCK!! | 邪武丸 | サンリオ（原作・監修）                                                               | 2020年8月号 2020年7月4日                                           | 2022年6月号 2022年5月2日        | |
| 168 | TRUMP | はまぐり | 末満健一（原作）                                                                     | 2020年12月号 2020年11月4日                                         | 2024年1月号 2023年12月4日       | |
| 169 | くだんのピストル | 山崎峰水 | 大塚英志（原作）                                                                     | 2021年2月号 2021年1月4日                                           | 連載中                          | |
| 170 | 察知されない最強職 | 田中インサイダー | 三上康明（原作）                                                                     | 2021年3月号 2021年2月4日                                           | 連載中                          | |
| 171 | MORRIS〜つのがはえた猫の冒険〜 | カメントツ | ひなたかほり（MEDICOM TOY）（原作）                                                  | 2021年3月号 2021年2月4日                                           | 2022年11月号 2022年10月4日      | |
| 172 | 異世界行っても少年マンガの主人公は1ミリもブレない!!! | 梅澤春人 | ―                                                                                    | 2021年5月号 2021年4月2日                                           | 2022年11月号 2022年10月4日      | |
| 173 | 魔法少女事変 | 赤羽ぜろ | ―                                                                                    | 2021年5月号 2021年4月2日                                           | 2023年8月号 2023年7月4日        | |
| 174 | ユア・フォルマ | 如月芳規 | 菊石まれほ（原作）                                                                   | 2021年7月号 2021年6月4日                                           | 2023年10月号 2023年9月4日       | |
| 175 | シュガーアップル・フェアリーテイル | 夜空のうどん | 三川みり（原作） あき（キャラクター原案）                                            | 2021年12月号 2021年11月4日                                         | 2024年1月号 2023年12月4日       | |
| 176 | この本を盗む者は | 空カケル | 深緑野分（原作）                                                                     | 2022年1月号 2021年12月3日                                          | 2023年4月号 2023年3月3日        | |
| 177 | 現代でモンスター駆除業者をやってたら社長が赤字を何とかするために無理をしたせいで社員のほとんどが死んだからずっと一人で仕事をしてたら凄いことになりました | 染野静也 | gulu（原作） toi8（キャラクター原案）                                                | 2022年5月号 2022年4月4日                                           | 2024年3月号 2024年2月2日        | |
| 178 | 六人の嘘つきな大学生【プラス1】 | 大沢形画 | 浅倉秋成（原作） 杉基イクラ（キャラクター原案）                                      | 2022年7月号 2022年6月3日                                           | 2024年12月号 2024年11月1日      | |
| 179 | 残虐すぎる異世界でも鈴木は可愛い | 飯島いちる | 土日月（原作） 大熊猫介（キャラクター原案）                                          | 2022年8月号 2022年7月4日                                           | 2023年6月号 2023年5月2日        | |
| 180 | 神獣の執刀医 | 出口景 | 水水水水水（原作）                                                                   | 2022年11月号 2022年10月4日                                         | 2025年3月号 2025年2月4日        | |
| 181 | 文化工作者 七條特高の冒険 | 西川聖蘭 | 大塚英志（原作）                                                                     | 2022年12月号 2022年11月4日                                         | 連載中                          | |
| 182 | 永久刑 | furu | ―                                                                                    | 2023年1月号 2022年12月2日                                          | 2024年1月号 2023年12月4日       | |
| 183 | 少年陰陽師 | 空倉シキジ | 結城光流（原作）                                                                     | 2023年2月号 2023年1月4日                                           | 連載中                          | |
| 184 | ブラッドナイトマーケット | 緒川千世 | ―                                                                                    | 2023年5月号 2023年4月4日                                           | 2024年10月号 2024年9月4日       | |
| 185 | 恋する2DK、あやかし前妻憑き。 | 作楽ロク | ―                                                                                    | 2023年6月号 2023年5月2日                                           | 2025年2月号 2025年1月4日        | |
| 186 | 幽霊さんと不良A | 鴉月ルイ | ―                                                                                    | 2023年8月号 2023年7月4日                                           | 2025年8月号 2025年7月4日        | |
| 187 | ゴッホはじめました。 | 関崎俊三 | ―                                                                                    | 2023年10月号 2023年9月4日                                          | 連載中                          | |
| 188 | 老いぼれ勇者の異世介護 | 森田和彦 | ―                                                                                    | 2023年11月号 2023年10月4日                                         | 2025年5月号 2025年4月4日        | |
| 189 | となりの殺し屋ちゃん | ジェイ・加藤 | ―                                                                                    | 2024年1月号 2023年12月4日                                          | 2025年8月号 2025年7月4日        | |
| 190 | 真夜中ぱんチ | 臼井ともみ | 動画投稿少女（原作） 「真夜中ぱんチ」製作委員会（協力）                              | 2024年4月号 2024年3月4日                                           | 2025年3月号 2025年2月4日        | |
| 191 | MENACE | 梅澤春人 | ―                                                                                    | 2024年6月号 2024年5月2日                                           | 2025年8月号 2025年7月4日        | |
| 192 | 祖母ドル 〜余命わずかのおばあちゃん、若返って孫とアイドルになる〜                                                                                        | 狐ヶ崎 | ―                                                                                    | 2024年8月号 2024年7月4日                                           | 連載中                          | |
| 193 | COCOON | はまぐり | 末満健一（原作）                                                                     | 2024年10月号 2024年9月4日                                          | 連載中                          | |
| 194 | 魔女に首輪は付けられない | 幕英 | 夢見夕利（原作） 緜（キャラクター原案）                                              | 2024年10月号 2024年10月4日                                         | 連載中                          | |
| 195 | 雨宮兄弟の骨董事件簿 | 夜空のうどん | 高里椎奈（原作） モノサカ糸（キャラクター原案）                                      | 2025年1月号 2024年12月4日                                          | 連載中                          | |
| 196 | Beast of Man〜デスメタル魔神伝 地獄のライブ拷問黙示録〜                                                                                                  | かぼちゃ | ―                                                                                    | 2025年2月号 2025年1月4日                                           | 連載中                          | |
| 197 | パラスティック狂騒曲 | 斯波浅人 | ―                                                                                    | 2025年3月号 2025年2月4日                                           | 連載中                          | |
| 198 | ブスに花束を。〜Bloom〜 | 作楽ロク | ―                                                                                    | 2025年4月号 2025年3月4日                                           | 連載中                          | 集中連載                                                                                                 |
| 199 | ブルーオーシャンインジアイズ | 千悟センゴ | ―                                                                                    | 2025年4月号 2025年3月4日                                           | 連載中                          | |
| 200 | 文豪ストレイドッグス 探偵社設立秘話 | 安達知里 | 朝霧カフカ（原作） 春河35（キャラクター原案）                                        | 2025年4月号 2025年3月4日                                           | 連載中                          | |
| 201 | 愛執ロマンティシズム | 團屋林悟 | ―                                                                                    | 2025年5月号 2025年4月4日                                           | 連載中                          | |
| 202 | ガセン -明治大正画仙譚- | 河納沙也子 | ―                                                                                    | 2025年5月号 2025年4月4日                                           | 連載中                          | |
| 203 | 境界のメロディ | 杉基イクラ | 宮田俊哉（原作） LAM（キャラクター原案）                                             | 2025年6月号 2025年5月2日                                           | 連載中                          | |
| 204 | アプネア 〜特命課戦史漂流記〜 | 清澄炯一 | ―                                                                                    | 2025年7月号 2025年6月4日                                           | 連載中                          | |